# كنيسة القديس فرنسيس الأسيزي (إيطاليا)
كنيسة القديس فرانسيس الأسيزي أو كاتدرائية القديس فرنسيس الأسيزي (بالإيطالية:Basilica di San Francesco d'Assisi; Latin: Basilica Sancti Francisci Assisiensis)، هو الاسم الذي أطلق على الكنيسة الأم للرومان الكاثوليك، نسبة إلى فرنسيس الأسيزي، مؤسس الرهبنة الفرنسيسكانية. وتقع في إقليم أومبريا، في إيطاليا.

## أعلام
- فرنسيس الأسيزي
- جيوفانا من إيطاليا
- جان دي بريين

## معرض الصور

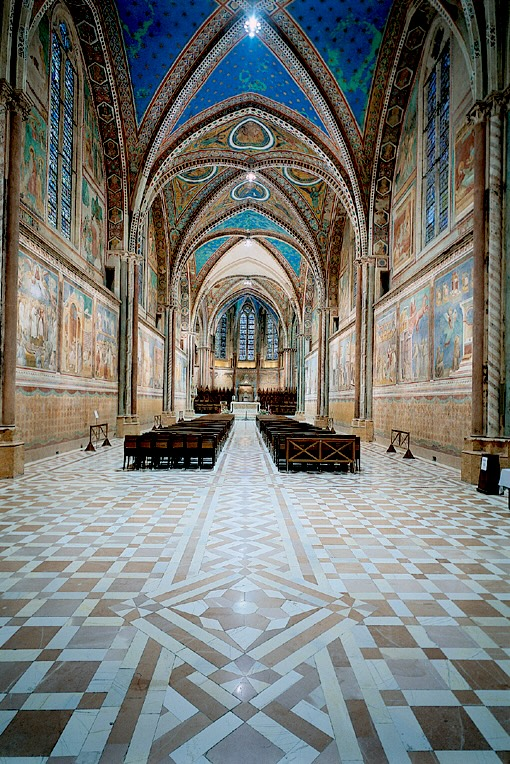
صحن الكنيسة العلوية.
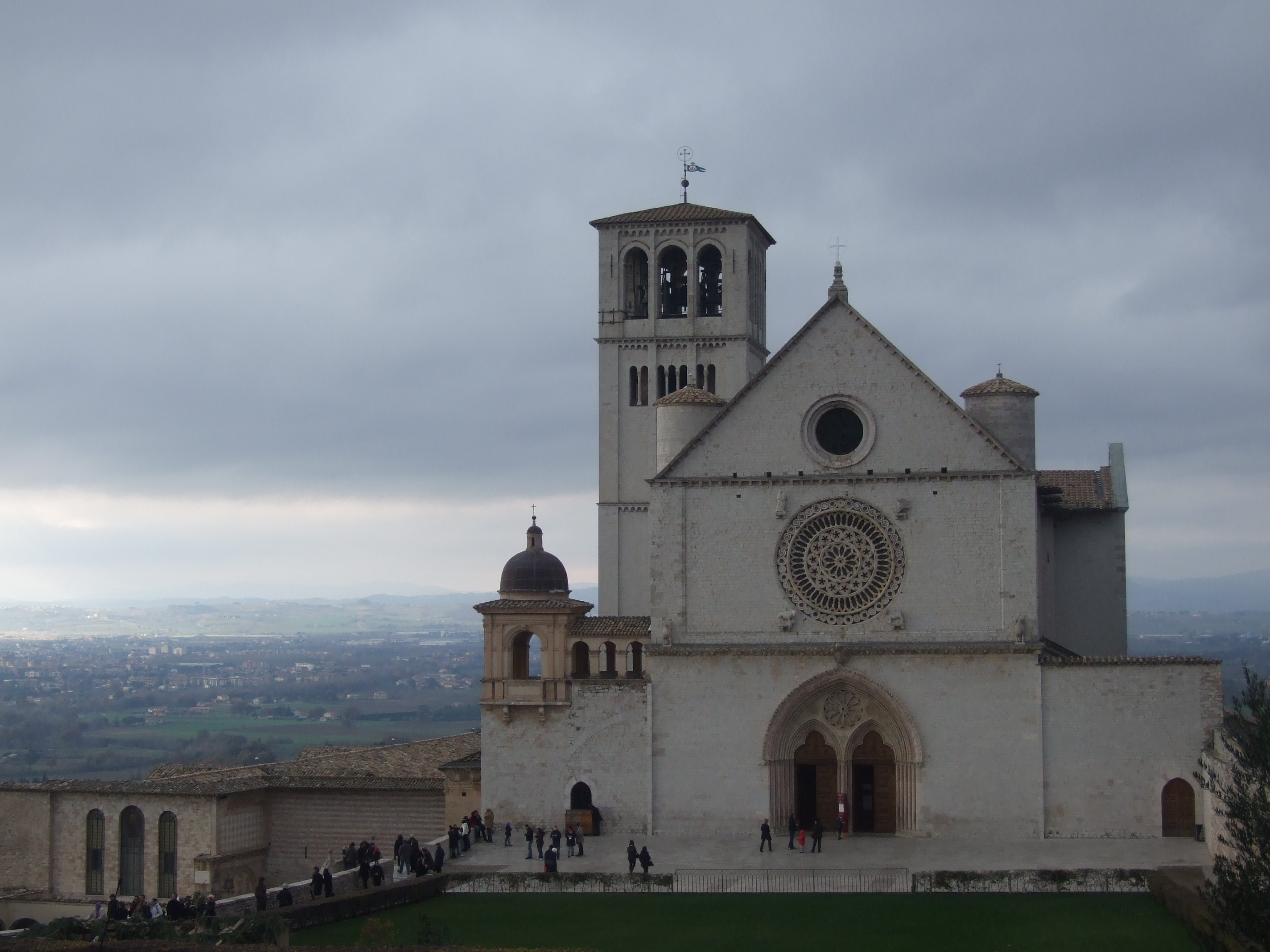
الواجهة الأمامية للكنيسة.
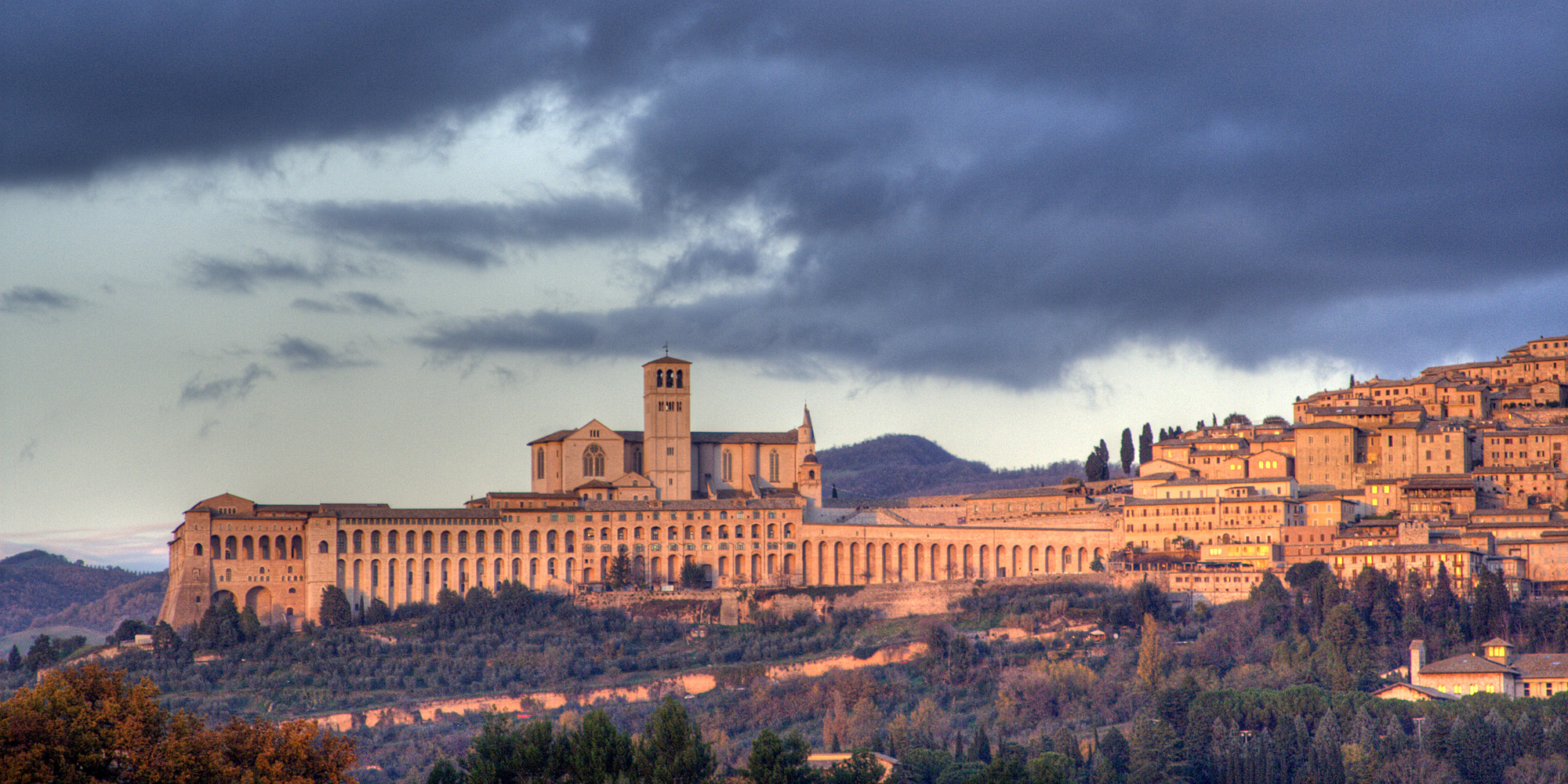
مشهد الكنيسة من الوادي.